# Römische Villa bei Kinheim-Kindel

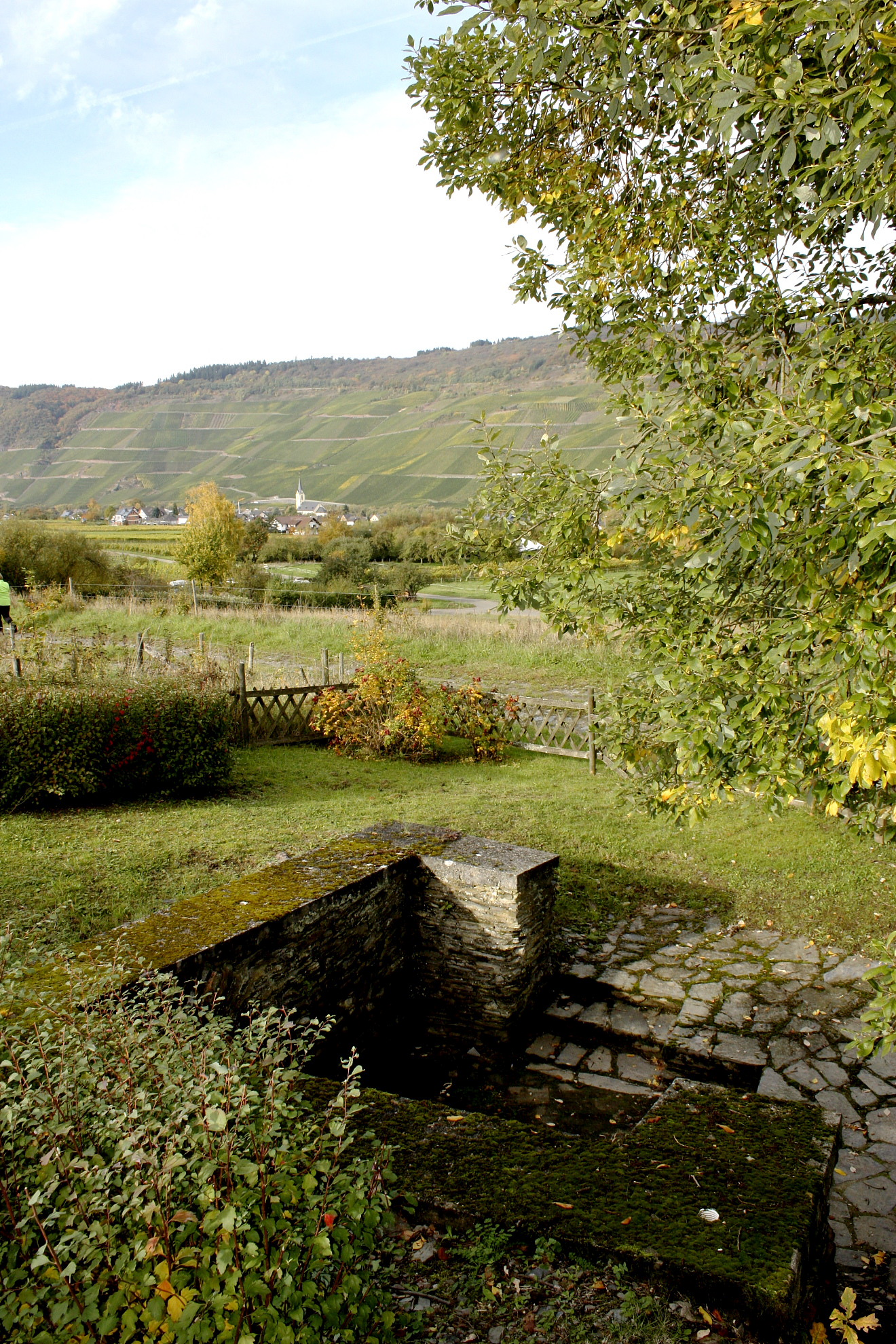
Blick Richtung Lösnich vom Standort der Römischen Villa von Kinheim-Kindel.

Die Römische Villa bei Kinheim-Kindel ist ein ab 1976 ausgegrabenes Landgut eines Moselwinzers oberhalb des Ortsteils Kinheim-Kindel unterhalb von Lösnich im Flurstück „Villenbungert“. Bei Wegebauarbeiten im Rahmen der Flurbereinigung wurden 1976 umfangreiche Mauerreste angeschnitten, die sich als Reste eines römischen Wohnhauses erwiesen. Das Rheinische Landesmuseum legte in einer Notgrabung das Haus eines Bauern oder Winzers frei. Die freigelegten Grundmauern mit den größtenteils noch rekonstruierbaren Raumeinteilungen wurden nach den archäologischen Untersuchungen bis auf einen kleinen heute noch zugänglichen Bereich aus der Mitte des Gebäudes wieder verschüttet. Unweit der Anlage befand sich im Lösnicher Hinterwald auf der Höhe in Richtung Wolf in ca. 1,5 km Entfernung ein weiterer „römischer Nachbar“, der römische Gutshof bei Lösnich. Entstehung und Aufgabe dieses Landgutes wurden ins 1. bis 4. Jahrhundert n. Chr. datiert.

## Gebäude

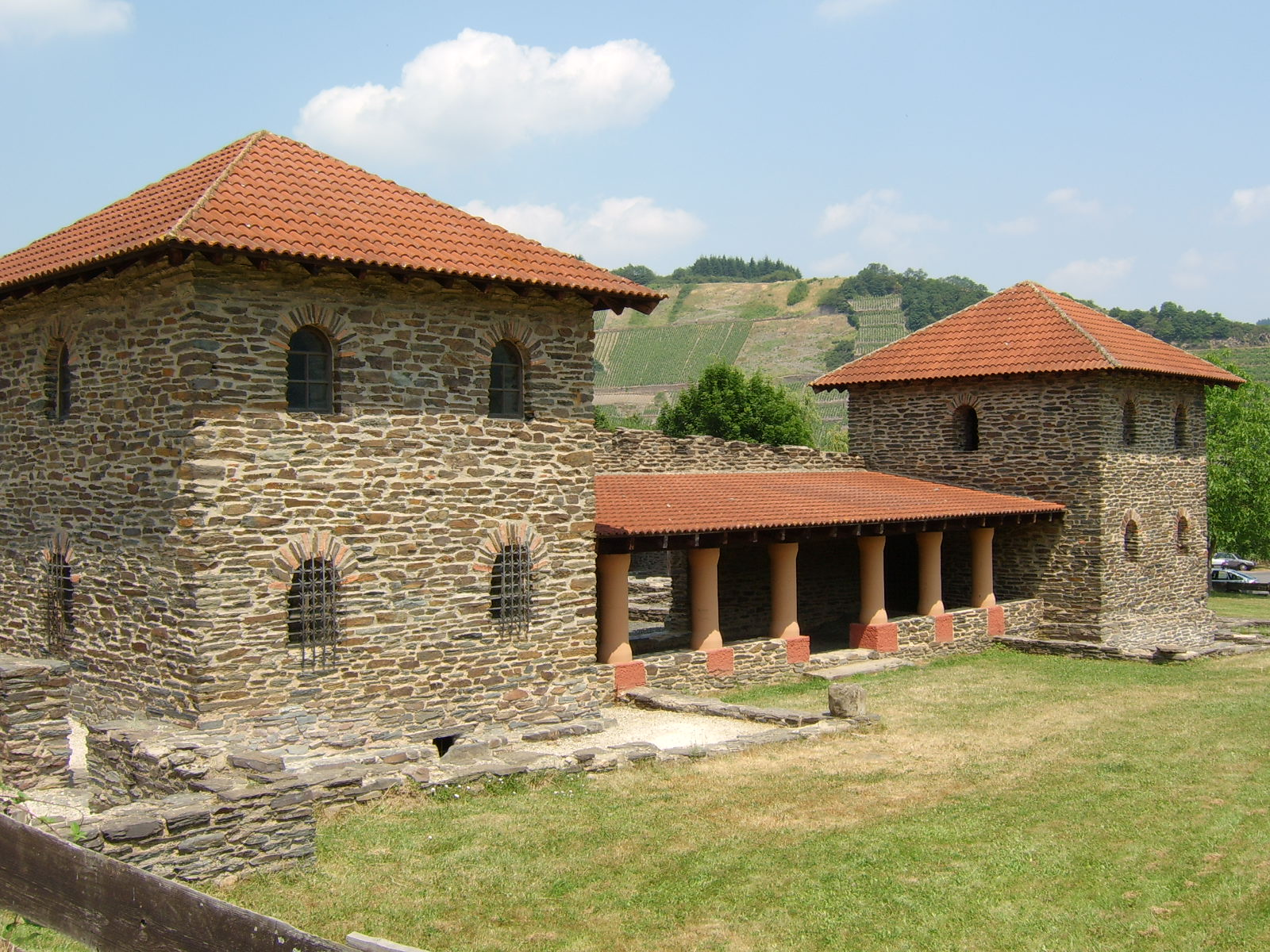
Baulicher Vergleichtyp der Villa aus Mehring

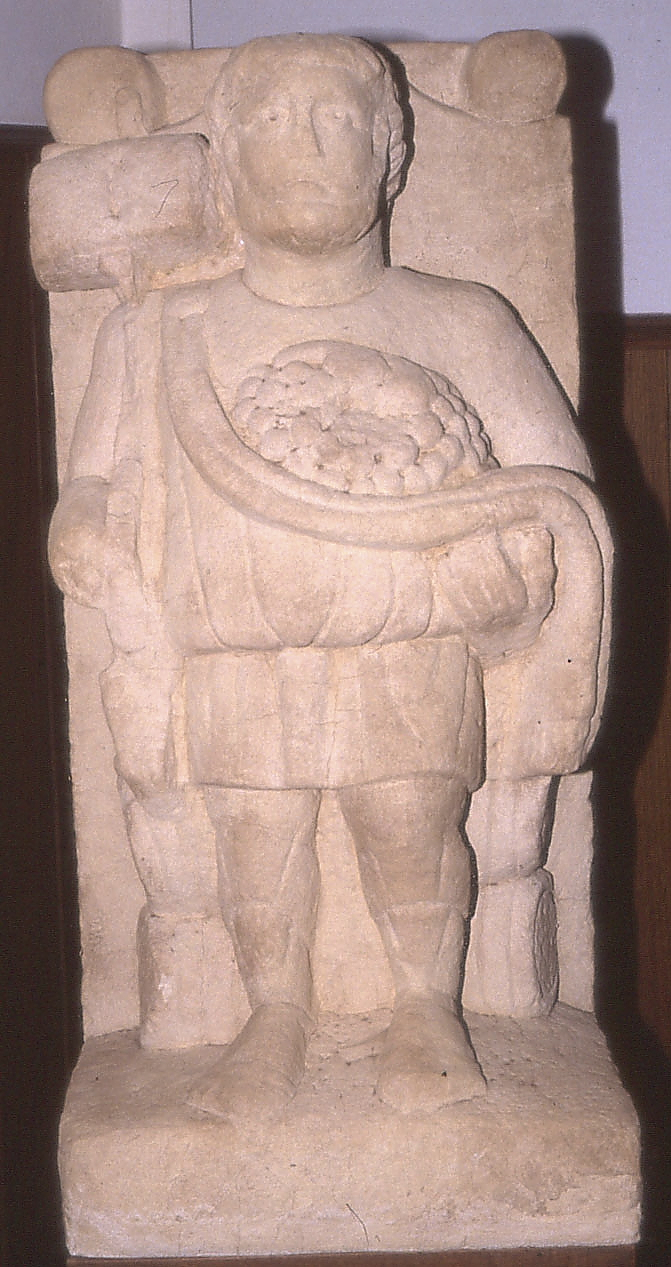
Skulptur des Schlegelgottes Sucellus in einer Nachbildung.

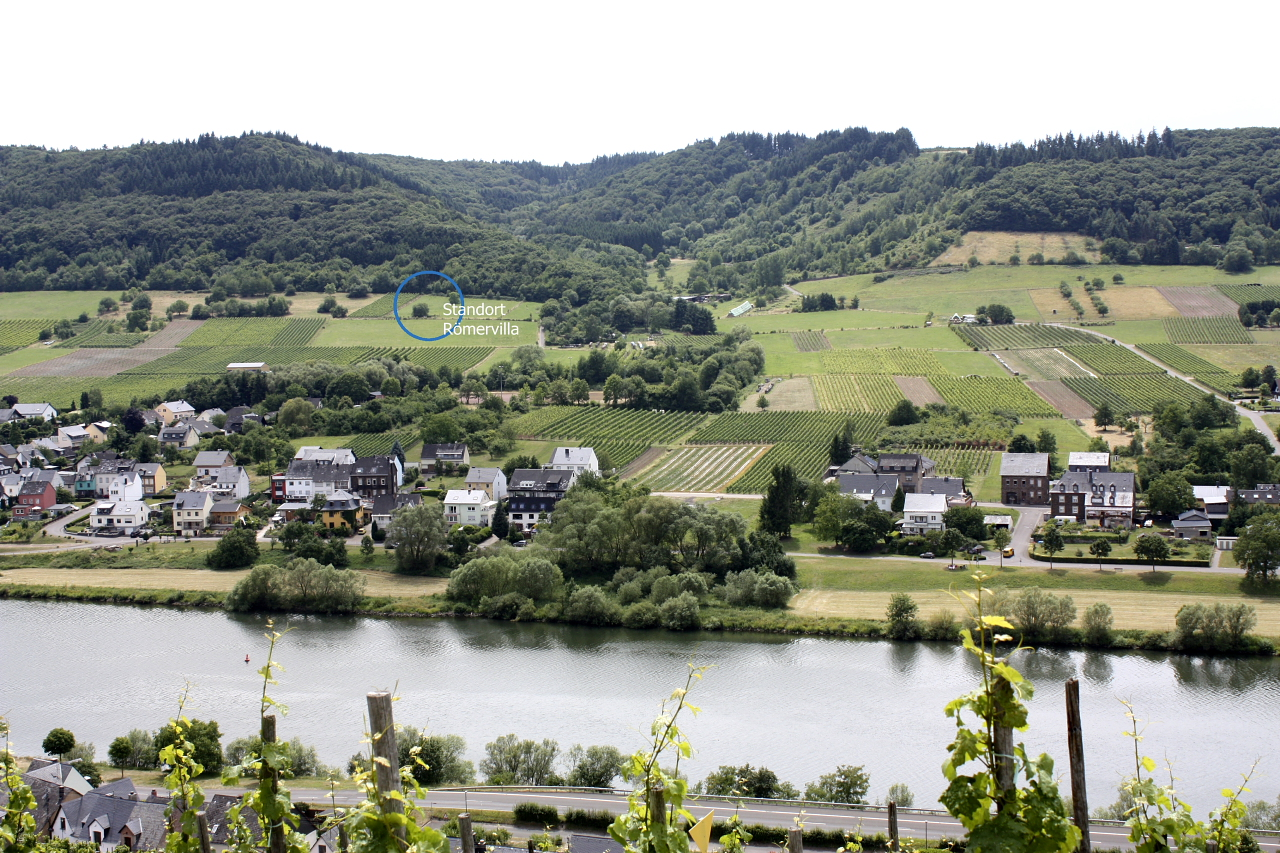
Standort der ehemaligen römischen Villa oberhalb des Ortsteils Kinheim-Kindel.

Das freigelegte Herrenhaus eines römischen Landgutes entsprach in seinem Grundriss dem in den gallischen Provinzen weit verbreiteten Villentyp (Typ Bollendorf). Typisch sind die beiden turmartigen quadratischen Eckrisalite links und rechts der Eingangshalle (Porticus) und die sich anschließende zentrale Halle mit weiteren Zimmern und den Räumen des Badbereiches.
An einen Vorraum zum Entkleiden schloss sich das Kaltbad (Frigidarium) an, und durch einen Übergangsraum (Tepidarium) ging es zum Heißbad (Caldarium). Die Räume wurden über eine Fußbodenheizung beheizt.
Auffallend am Grundriss ist, dass er sich gleich zweimal wiederfand: Die erste Villa 17 m in der Tiefe und 29 m breit wich vermutlich im 3. Jahrhundert n. Chr. einem Neubau von 25 m Tiefe und 43 m Breite mit insgesamt 22 Räumen.

## Sucellus
Als besonderer Fund gilt die aus grobem gelblichem Sandstein hergestellte Skulptur des Schlegelgottes Sucellus mit einer Höhe von 81 cm, einer Breite von 39 cm und einer Tiefe von 31 cm. Der bärtige Gott trägt im Bausch, den er mit der linken Hand hält, Weintrauben und Weinlaub. Hinter ihn sind zweimal zwei Daubenfässer gestapelt. Dieses Kultbild wird als Hinweis auf die Betätigung der Bewohner der Villa gedeutet. Seine Entstehungszeit wird ins 3. Jahrhundert datiert. Es liefert einen weiteren Beleg für den Weinbau an der Mittelmosel in römischer Zeit, wie bereits die Kelteranlagen von Piesport, Brauneberg, Noviant und Lösnich.

## Münzfunde
Neben den allgemeinen Fundstücken, die bis in die 1. Hälfte des 2. Jahrhunderts zurückreichen, gab es auch Münzfunde aus dem 2. bis 4. Jahrhundert.

## Aufgabe der Wohnanlage
Charakteristische Kleinfunde, wie ein Dreilagenkamm aus Bein mit dreieckiger Griffplatte und eine Gürtelschnalle aus Eisen, lassen vermuten, dass hier nach 360 n. Chr. noch Germanen angesiedelt wurden. Den durch Germaneneinfälle Mitte des  3. Jahrhunderts entstandenen Versorgungslücken und dem Problem der stark zurückgegangenen Bevölkerung in den gallischen und germanischen Provinzen versuchte man dadurch zu begegnen, kriegsgefangene Germanen anzusiedeln, um die ungenutzten landwirtschaftlichen Flächen weiter zu bewirtschaften. Nach geborgenen Funden, zu denen auch einige Münzen zählen, wurde die Anlage wohl in der ersten Hälfte des 5. Jahrhunderts ganz aufgegeben.